# Villaverde de Montejo
Villaverde de Montejo es un municipio y localidad española de la provincia de Segovia, en la comunidad autónoma de Castilla y León. El término municipal, que incluye la pedanía de Villalvilla de Montejo, cuenta con una población de 21 habitantes (INE 2024).

## Geografía

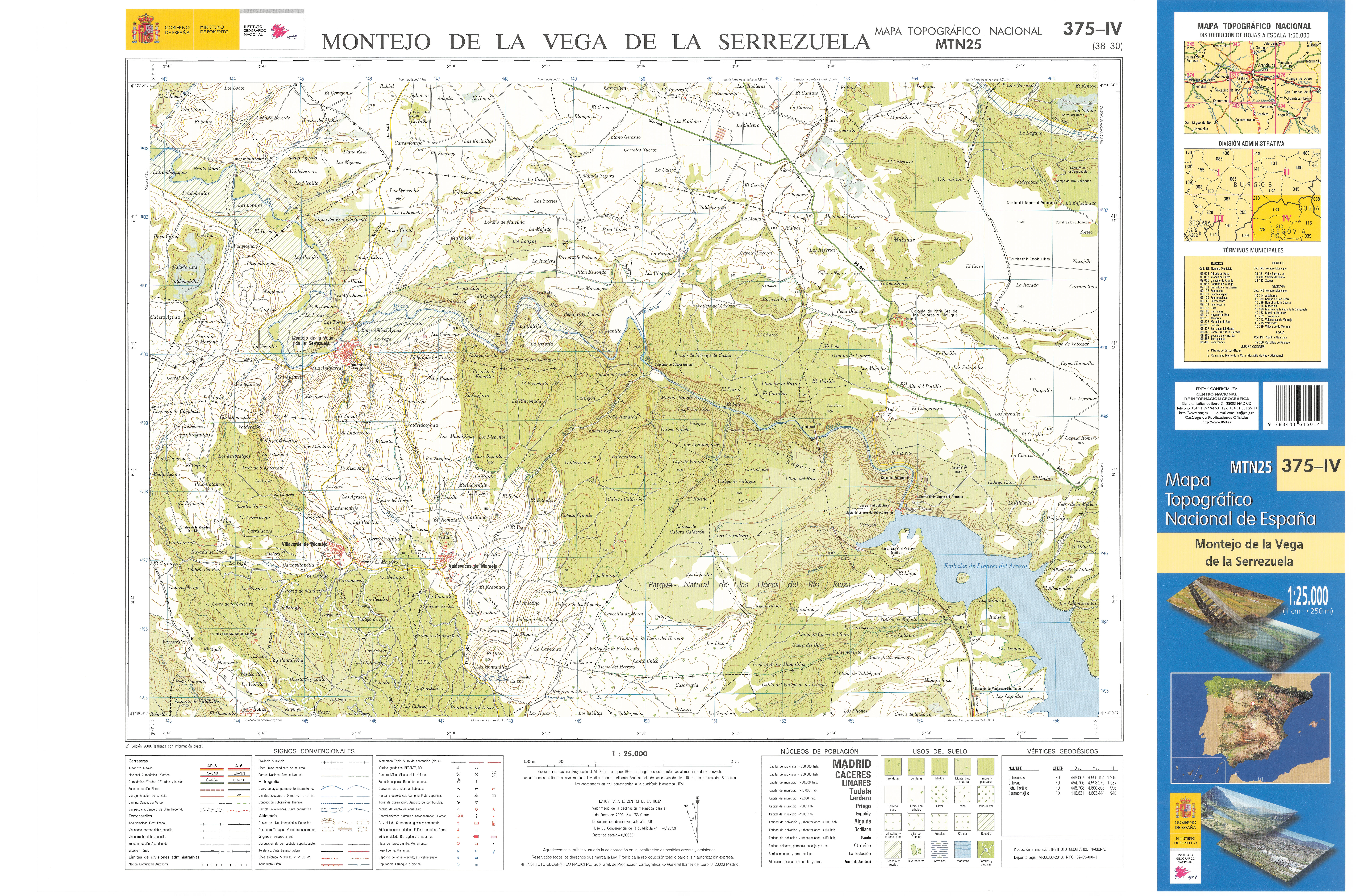
Fragmento de la hoja 375 del Mapa Topográfico Nacional de España de 2008 en el que se representa parte de Villaverde de Montejo

Tiene como pedanía a Villalvilla de Montejo, y a 3 km al SSO, en su término se encuentran los restos del despoblado medieval de Pinilla de Arcos.
| Noroeste: Pardilla (Burgos)  | Norte: Montejo de la Vega de la Serrezuela | Noreste: Valdevacas de Montejo |
| Oeste: Honrubia de la Cuesta |                                            | Este: Valdevacas de Montejo    |
| Suroeste: Carabias           | Sur: Moral de Hornuez                      | Sureste: Moral de Hornuez      |

## Historia
Hacia mediados del siglo XIX, el lugar tenía contabilizada una población de 110 habitantes. La localidad aparece descrita en el decimosexto volumen del Diccionario geográfico-estadístico-histórico de España y sus posesiones de Ultramar de Pascual Madoz de la siguiente manera:

VILLAVERDE DE MONTEJO: l. que forma ayunt. con Villalvilla en la prov. y dióc. de Segovia (12 leg.), part. jud. de Riaza (3), aud. terr. de Madrid (13), c. g. de Castilla la Nueva. sit. en un valle rodeado de peñascos bastante elevados; reinan los vientos O.; el clima es templado y propenso á catarros é intermitentes. Tiene 24 casas muy inferiores, inclusa la de ayunt.; escuela de instruccion primaria comun á ambos sexos, pagada por los padres de los niños, y una igl. parr. (Sta. Cecilia virgen) con curato de primer ascenso y de provision ordinaria; tiene un anejo en Villavilla, y 2 ermitas propias de ambos pueblos, y sostenidas por los fieles; cementerio bien sit., y una fuente de buenas aguas. Confina el térm.: N. Montejo; E. Valdevacas de Montejo; S. Villalvilla, y O. Pardilla; se estiende 1/4 leg. de N. á S, y poco mas ó menos de E. á O., y comprende un monte de pinos, enebros y estepas; muchos peñascos, algun viñedo y un prado pequeño del comun. El terreno es de secano y de mediana calidad. caminos: los locales y medianos. El correo se recibe en Aranda de Duero por una persona que se encarga de recogerlo. prod.: trigo, cebada, centeno, avena y algun vino; mantiene ganado lanar y vacuno, y cria caza de liebres, perdices y algun zorro. ind.: la agrícola. pobl.: 28 vec., 110 alm. cap. imp.: 14,196 rs. contr.: 20'72 por 100.
(Madoz, 1850, p. 296)

## Demografía

### Población por núcleos
Desglose de población según el Padrón Continuo por Unidad Poblacional del INE.
| Núcleos                | Habitantes (2024) |
| ---------------------- | ----------------- |
| Villaverde de Montejo  | 15                |
| Villalvilla de Montejo | 6                 |

### Evolución demográfica
Cuenta con una población de 21 habitantes (INE 2024).
| Gráfica de evolución demográfica de Villaverde de Montejo entre 1828 y 2021 |
| |
| Población según el Diccionario geográfico-estadístico de España y Portugal de Sebastián Miñano. Población de derecho según los censos de población del INE Población de hecho según los censos de población del INEEn este censo se denominaba Villaverde: 1842 Entre el censo de 1857 y el anterior, crece el término del municipio porque incorpora a 405047 (Villalvilla de Montejo) |

Con una densidad de 0,85 hab./km², posee una de las densidades de población más baja de la provincia de Segovia.

## Administración y política
| Periodo   | Nombre                     | Partido | Partido |
| --------- | -------------------------- | ------- | ------- |
| 1979-1983 | Eduardo Moral de Blas      |         | UCD     |
| 1983-1987 | Isidoro García Mayor       |         | PSOE    |
| 1987-1991 | Miguel Alonso Cano         |         | PDP     |

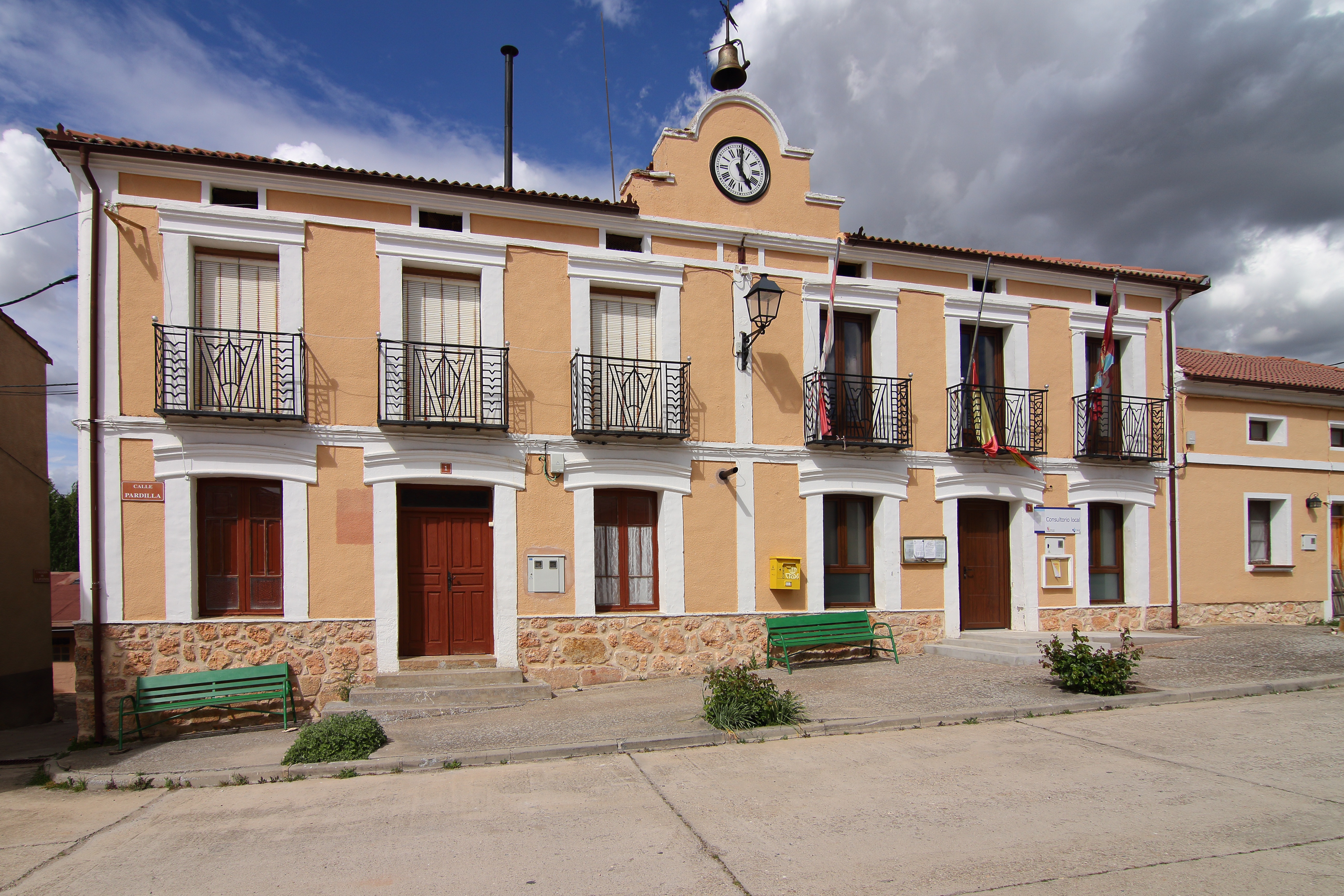
Casa consistorial

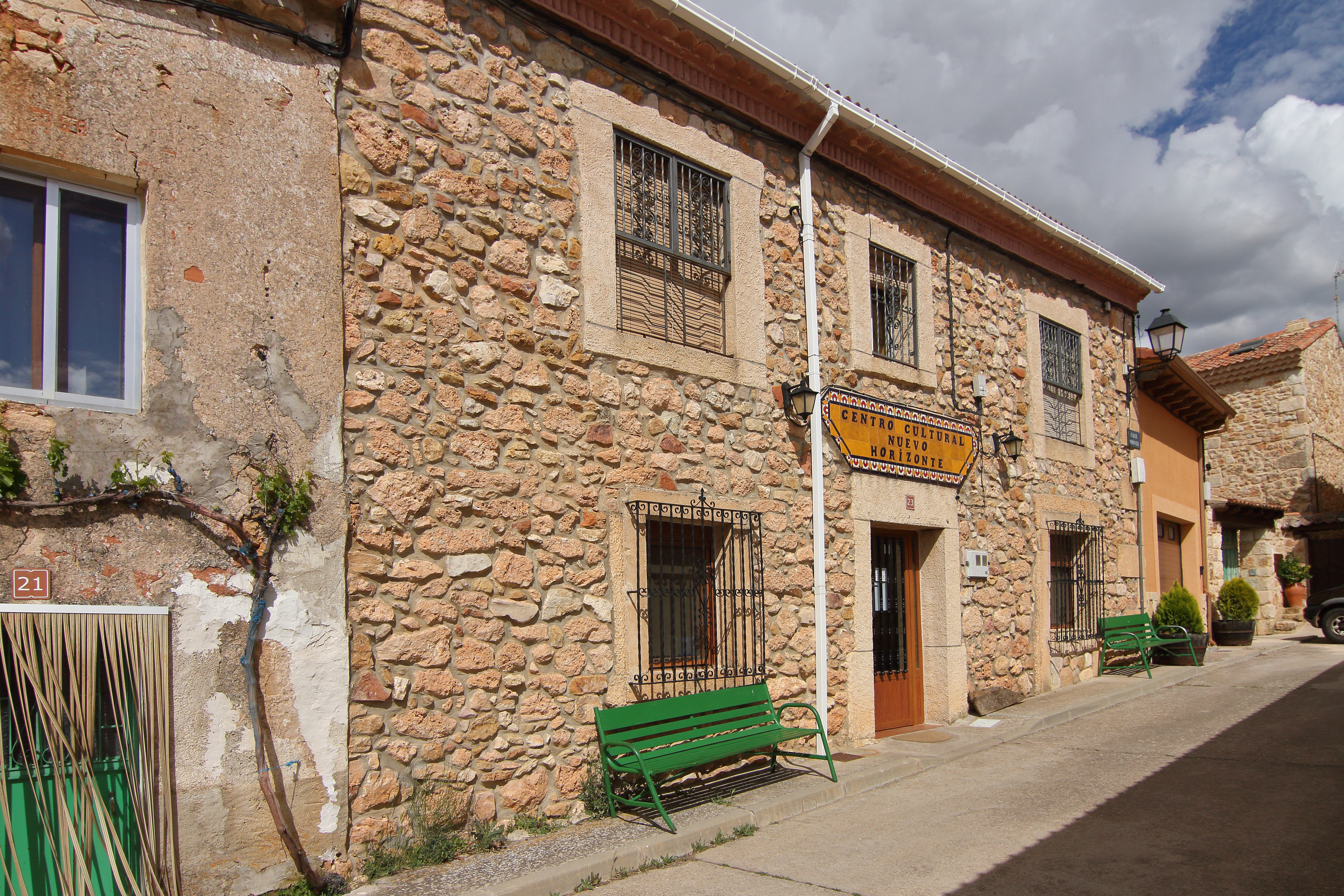
Centro cultural

| 1991-1995 | Fermín Rodríguez Serrano   |         | PSOE    |
| 1995-1999 | Isidoro García Mayor       |         | PP      |
| 1999-2003 | Isidoro García Mayor       |         | PP      |
| 2003-2007 | Isidoro García Mayor       |         | PP      |
| 2007-2011 | Isidoro García Mayor       |         | PP      |
| 2011-2015 | Isidoro García Mayor       |         | PP      |
| 2015-2019 | Ricardo Hernando Antón     |         | PSOE    |
| 2019-2023 | Ricardo Hernando Antón     |         | PSOE    |
| 2023-act. | José Antonio Benito Martín |         | PP      |

Elecciones a la Diputación Provincial
El municipio pertenece al distrito electoral del partido judicial de Riaza en la Diputación Provincial de Segovia.

## Cultura

### Patrimonio
- Casa consistorial;[10]

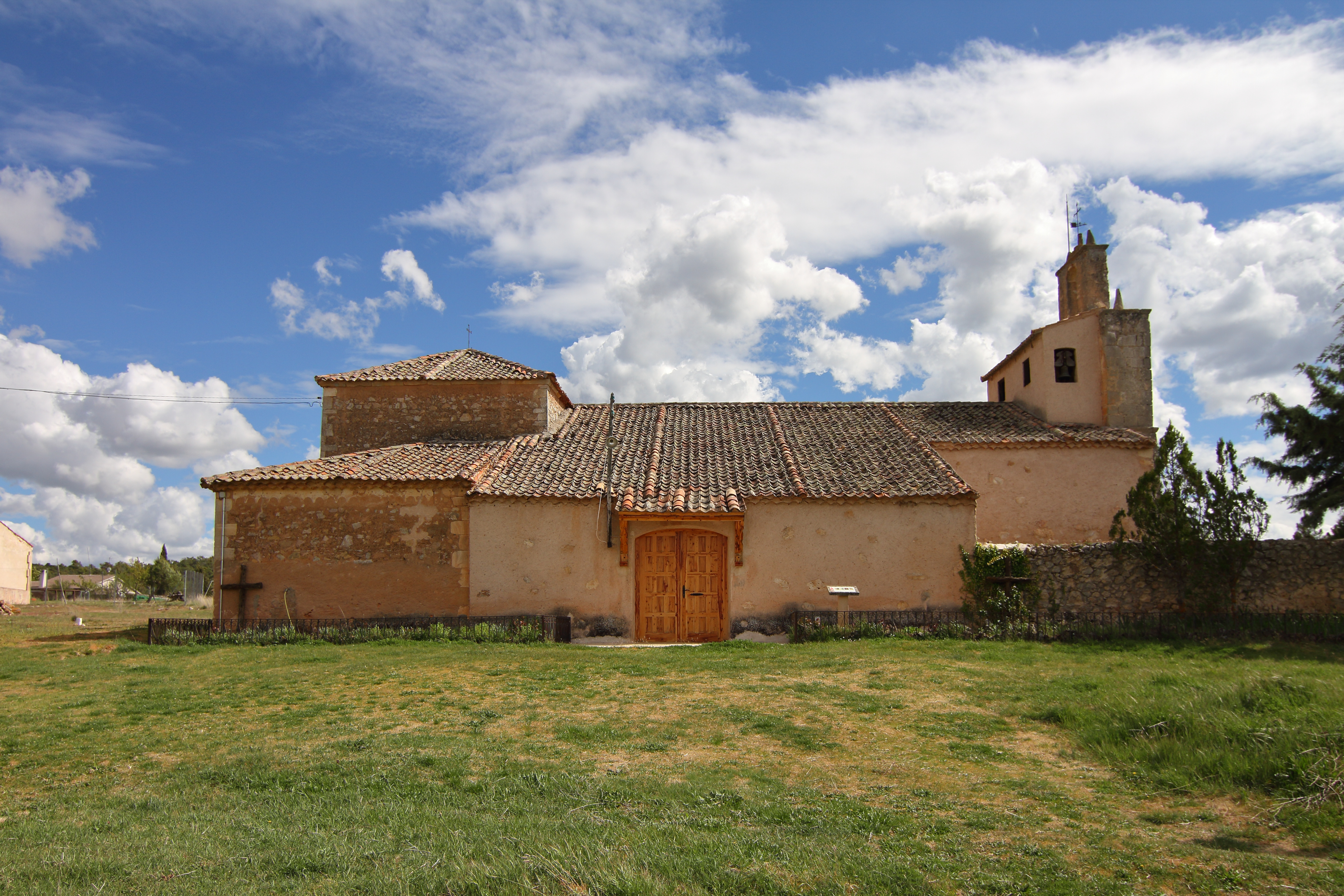
Iglesia parroquial de Santa Cecilia

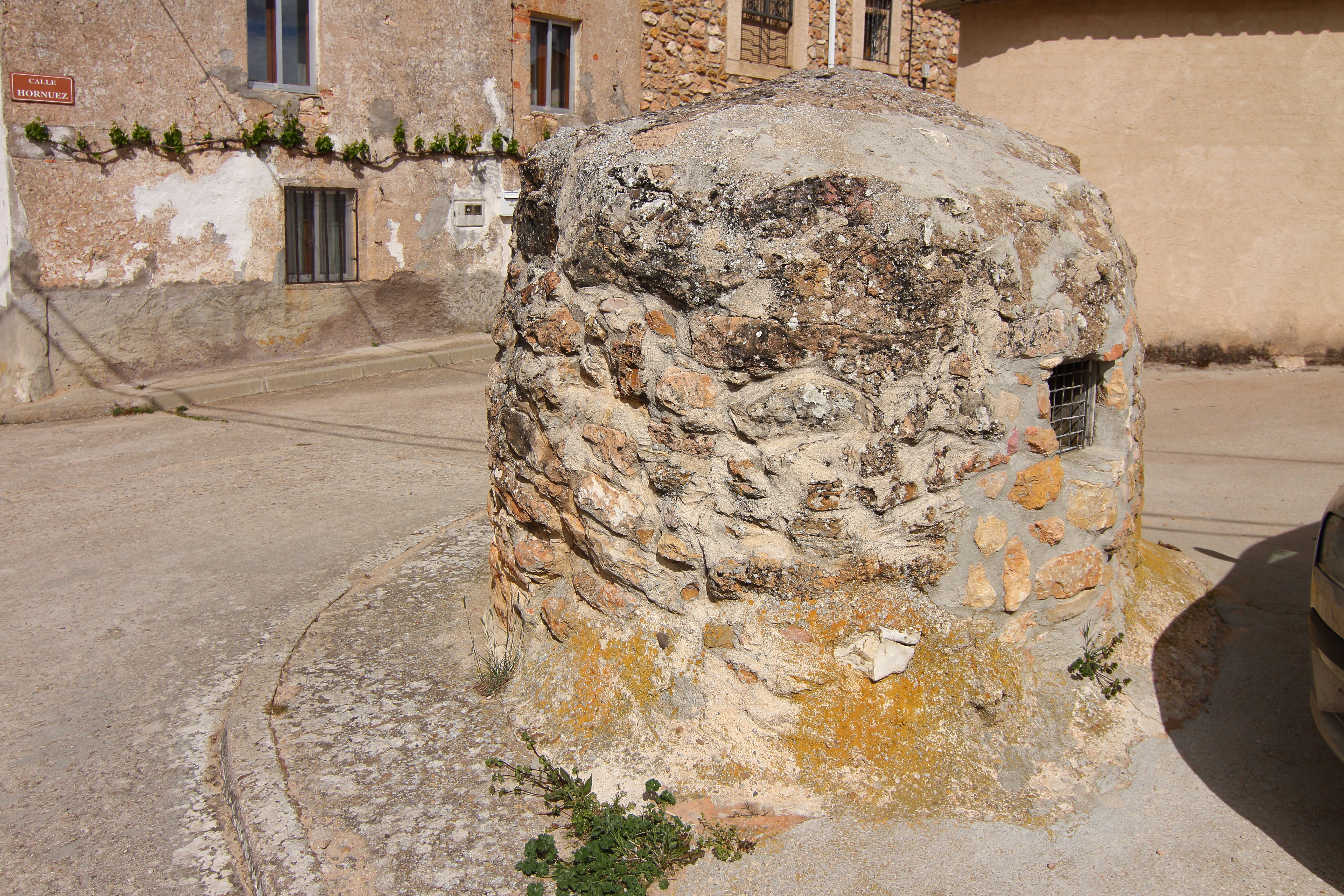
Respiradero de bodega

- Iglesia parroquial de Santa Cecilia;
- Museo de la Fragua;
- Antiguas bodegas;
- Lavadero;
- Esgrafiado segoviano.[11]

### Fiestas
- San Antonio, patronal, el 13 de junio;
- San Roque, el 16 agosto;[12]
- Santa Cecilia, el 22 de noviembre.[11]